# Alenka Bratušek
Alenka Bratušek (Celje, Eslovenia; 31 de marzo de 1970) fue la primera ministra de Eslovenia, desde el 20 de marzo de 2013 hasta el 18 de septiembre de 2014. 

## Biografía
Ocupó dicho cargo debido a que el pasado primer ministro de Eslovenia, Janez Jansa, tuvo que dejar el cargo. Ya que el Parlamento de Eslovenia con 55 votos a favor y 33 en contra, aprobó la moción de censura promovida por el partido de centroizquierda Eslovenia Positiva (PS) contra la coalición conservadora liderada por Janez Jansa, acusado de corrupción y de llevar a cabo una política económica antisocial.

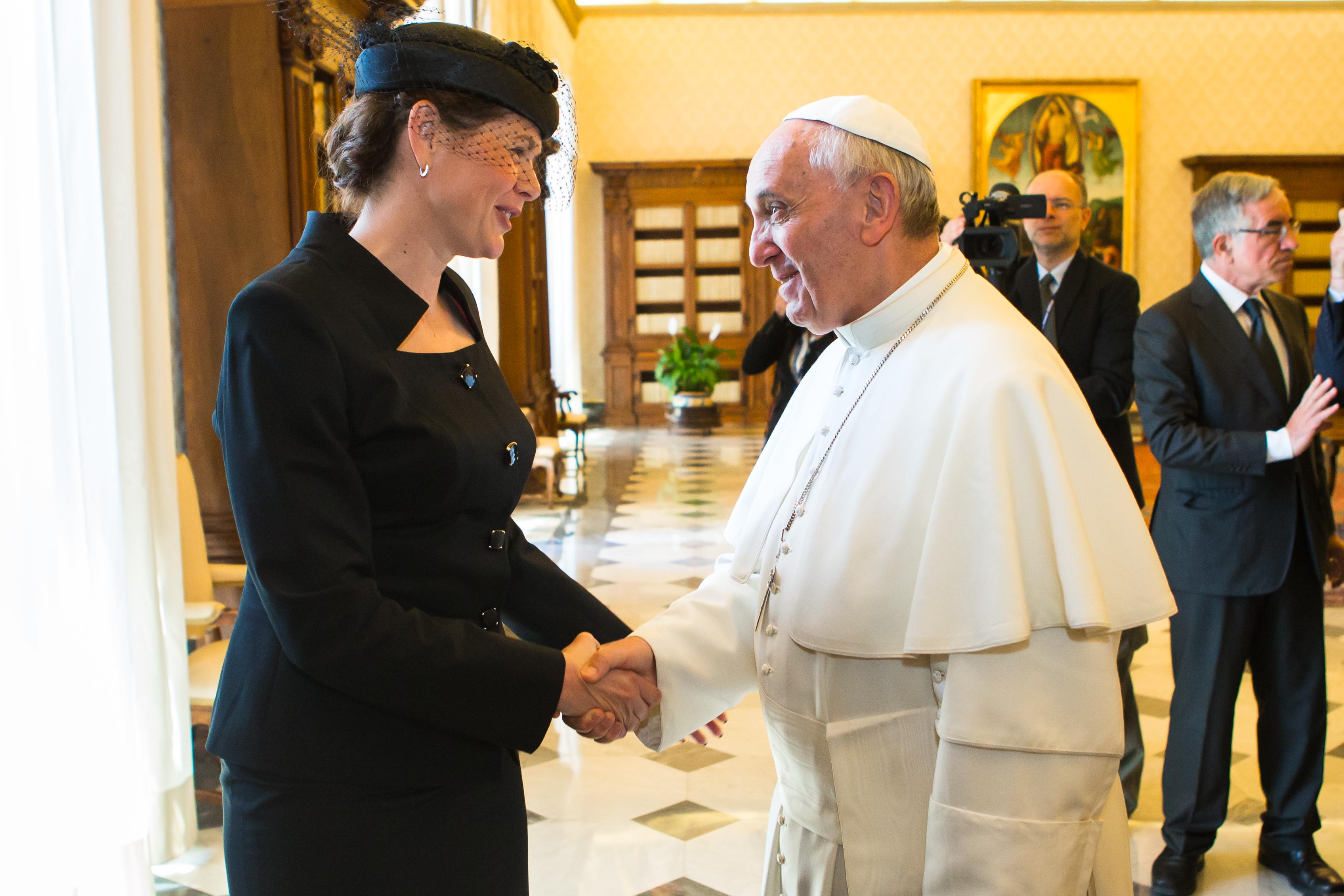
Bratušek con el papa Francisco.

Dicha moción contó con el apoyo del Partido Social-Demócrata (SD) y de dos formaciones menores que abandonaron la coalición en el poder, la Lista Cívica (DL) y el Partido de los Jubilados (DeSUS). Entonces Alenka Bratusek, tecnócrata (político independiente), es la encargada de dirigir el país hasta convocar las nuevas Elecciones de Eslovenia. 
El 27 de febrero de 2013, Bratušek fue elegida como primera ministra designada para formar un nuevo gobierno en Eslovenia. Gregor Virant acogió con beneplácito el resultado de la votación, indicando que permitirá a Eslovenia seguir adelante.
Los medios extranjeros pensaban que sería difícil para Bratušek formar un nuevo gobierno y consultaron si iba a continuar con las reformas iniciadas por el gobierno de Janša. Una nueva mayoría parlamentaria, formada por el partido PS y los socialdemócratas se formó. El 20 de marzo, Bratušek formó el gobierno. 
Bratušek vive en Kranj con su pareja e hijos. 
| Predecesor: Janez Janša | Primer ministro de Eslovenia 2013 - 2014 | Sucesor: Miro Cerar |